# San Mateo Atenco (kommun)
San Mateo Atenco är en kommun i Mexiko.   Den ligger i delstaten Mexiko, i den sydöstra delen av landet, 50 km väster om huvudstaden Mexico City.